# Miloš Putera
Miloš Putera (* 26. Januar 1982 in Trnava) ist ein slowakischer Handballtorwart.
Miloš Putera begann in seiner Kindheit mit dem Handball beim HK Trnava. 1999 begann er seine Profikarriere bei SLP Bratislava. 2004 wechselte er nach Tschechien zum HC Baník Karviná, mit dem er 2005 und 2006 die tschechische Meisterschaft gewann. Anschließend ging er zum deutschen Bundesligisten Wilhelmshavener HV. Nach nur einer Saison wechselte Putera 2007 in die 2. Liga zum SV Post Schwerin.
Von 2009 bis 2013 spielte er wieder in der 1. Liga, erst beim TuS N-Lübbecke, dann beim TV Hüttenberg und ab 2012 bei der HBW Balingen-Weilstetten. Zur Saison 2013/14 wechselte er zum Zweitligisten TV Großwallstadt, wo er einen Zweijahresvertrag unterschrieb. Seit dem Sommer 2015 steht er beim SC DHfK Leipzig unter Vertrag. Seit der Spielzeit 2019/20 ist Putera beim DHfK als Co-Trainer und Torwarttrainer tätig. Weiterhin steht er dem Leipziger-Kader als Standby-Spieler zur Verfügung.
Für die Slowakische Nationalmannschaft bestritt Miloš Putera 40 Länderspiele.